# Isolant phonique
 (avril 2019).

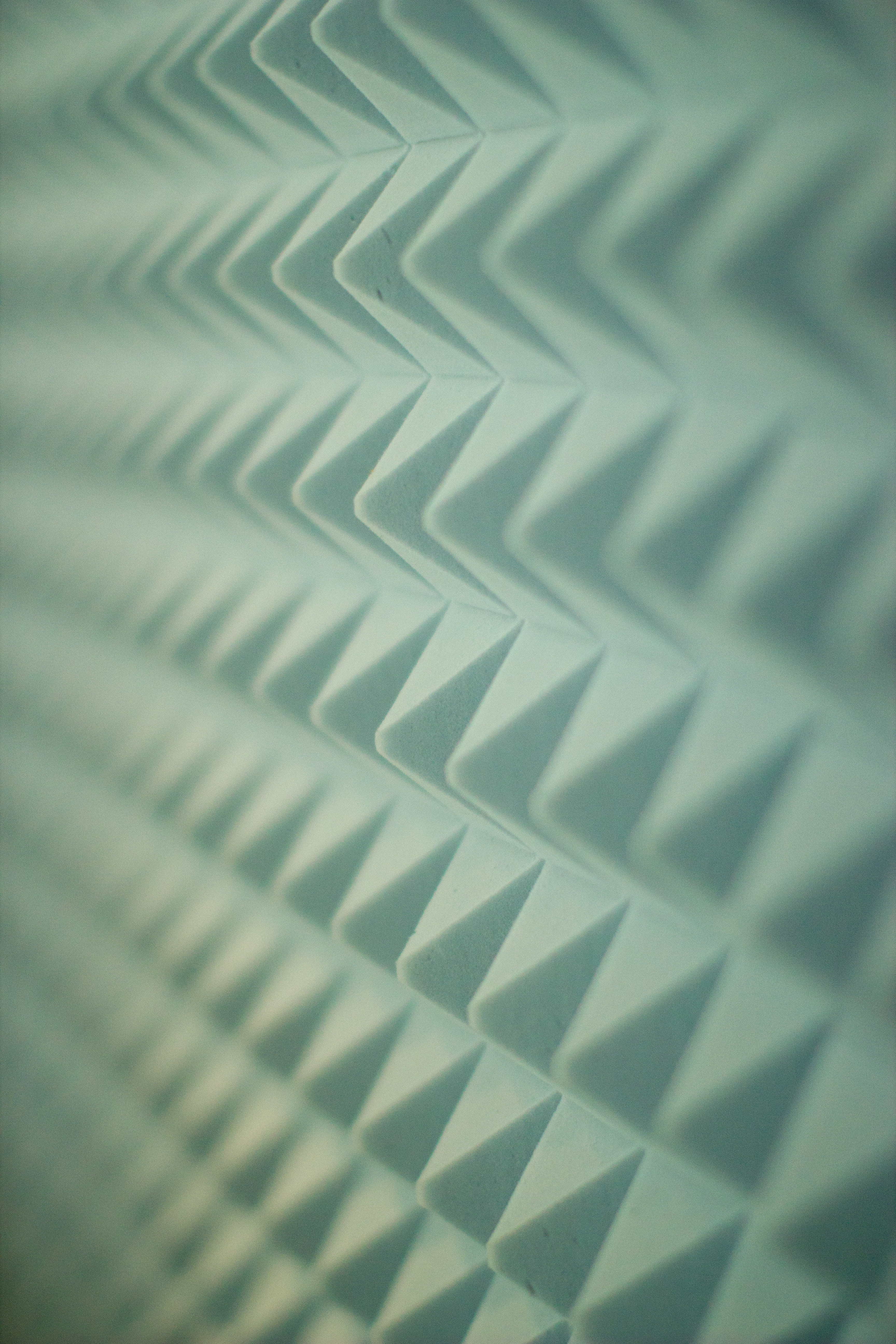
Matériau d'isolation phonique mural

Un isolant phonique est un matériau qui réduit la propagation du son le traversant.

## Isolant utilisé par domaine d'activité

### Isolant dans un bâtiment
On parle d'isolant phonique dans le domaine du bâtiment, exemple : une plaque de polyester entre deux cloisons permet d'isoler phoniquement une pièce.
Dans la pratique, chaque matériau a sa propre résonance et sera donc relativement spécialisé sur une partie du spectre des longueurs d'onde. Une bonne isolation acoustique est malaisée à réaliser en deçà de trois couches. Généralement, on composera une bonne cloison avec deux matériaux durs pour faire masse, et un amortisseur, de manière à respecter le principe Masse/Ressort/Masse. L'étanchéité de la paroi est primordiale pour son isolation phonique. 
Il est cependant possible de réaliser des isolations acoustiques minces (10–15 cm) en utilisant la combinaison de type suivant :
structure portante dédoublée pour accrocher les panneaux de la paroi de part et d'autre tout en évitant que ceux-ci ne s'accrochent sur le même poteau, préférer des panneaux « sandwich » (c'est-à-dire contenant plusieurs couches de matériaux. Placer la première face de la paroi et y accrocher un isolant phonique de type « à cônes », comme les mousses expansées crêtées de protection que l'on trouve aussi dans les emballages de produits électroniques ou dans des matelas (mais qui ne conviennent pas dans le cas des matelas parce que leurs pores sont fermés et absorbent donc mal les sons). Mettre une couche de remplissage, la plus continue possible, en laine de roche mais sans forcer pour ne pas mettre les cônes sous pression. Venir appliquer la deuxième face de la cloison en ayant si possible recouvert sur les zones entre les montants le même isolant de type « à cônes ».
Chaque face externe peut encore être renforcée par une couche de liège plus ou moins épaisse selon les besoins.
Si vous ne trouvez pas de panneaux-sandwich ou que votre budget ne vous le permet pas, utilisez pour chaque paroi des plaques de plâtre classiques jointoyées au plâtre mais rajoutez une simple feuille d'isolant phonique mince de 3–4 mm (comme pour les parquets, rouleau de mousse polyuréthane) et dédoublez alors votre paroi en veillant à la continuité de la feuille (grâce à de la bande adhésive) mais aussi à recouvrir les joints de la paroi de base par le milieu de la plaque de la deuxième couche que vous jointoyez soigneusement au plâtre également.

### Domaine de l’audio
Les studios d'enregistrement ou les chaînes radio utilisent des pièces isolées phoniquement pour l'enregistrement de musique ou d'émissions.

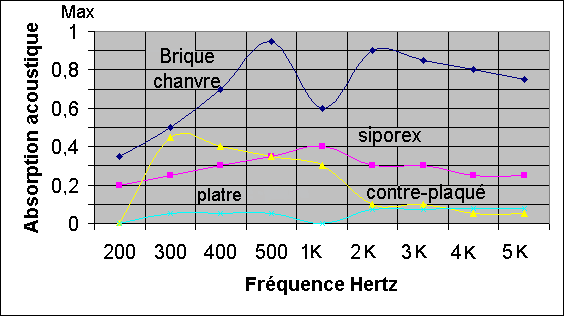
courbe d’absorption acoustique du chanvre (HESTIA isolation)

### Autoroutes (et routes)
Dans le domaine routier (notamment autoroutier), il existe des murs de béton ou des remblais (plus techniquement un merlon) pour éviter que le bruit des véhicules perturbe les riverains.

## Isolation phonique
L'isolation phonique désigne l'art de respecter les contraintes sonores d'un projet par l'utilisation notamment de matériaux isolants et de formes adaptées.